# Puri (stad)
Puri is een stad in de Indiase deelstaat Odisha. De stad is bekend om zijn Jagannath-tempel. Puri is gelegen in het gelijknamige district Puri, aan de kust van de Golf van Bengalen en is populair vanwege zijn stranden. De stad heeft 157.610 inwoners (2001).

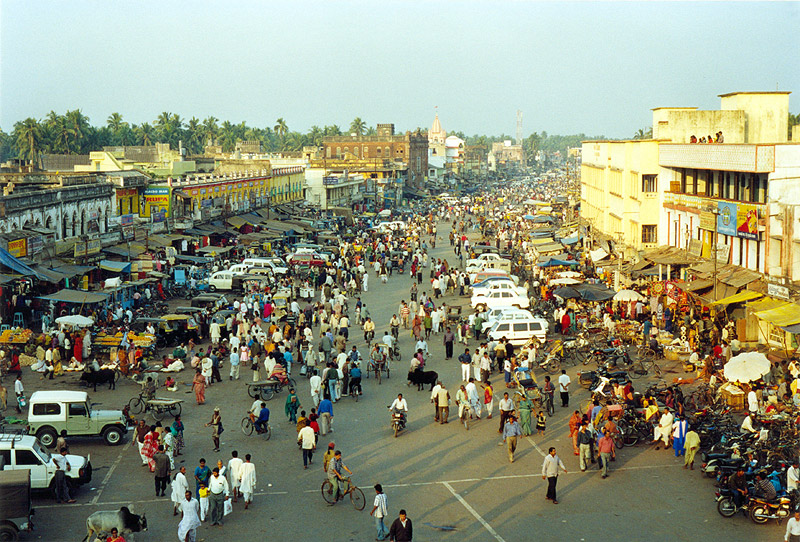
Straatbeeld